# مذكرات دجاجة (رواية)
مذكرات دجاجة هي رواية من تأليف إسحاق موسى الحسيني، صدرت طبعتها الأولى من دار المعارف في القاهرة في يوليو 1943، وقدمَ للطبعة الأولى الأديب المصري طه حسين. في عام 2017، قامت وزارة الثقافة والرياضة القطرية بإعادة نشرها، حيثُ حمل غلافها عملًا للفنان النمساوي غوستاف كليمت. في عام 2021 قامت وزراة الثقافة الفلسطينية بإعادة طباعته ضمن سلسلة أدب الأوائل.

## موضوع الرواية
تَتحدث الرواية عن قصة تَصف حياة دجاجة عاشت في بيت المؤلف، ووقع بينه وبينها الإلفة والمحبة، فكان يُطعمها بيده ويراقب حياتها يومًا فيومًا. تَروي الدجاجة عن أحداث حياتها التي وقعت لها بالفعل. ذَكر المؤلف أنَّ عُنصر الخيال في روايته يكاد يكون معدومًا، وهو لا يزيد عن تعليقٍ على هامش الحياة أو تحليقًا في عالم المُثل العليا.